# (33995) 2000 OV1
2000 OV1 (asteroide 33995) é um asteroide da cintura principal. Possui uma excentricidade de 0.15865840 e uma inclinação de 2.05388º.
Este asteroide foi descoberto no dia 26 de julho de 2000 por Farpoint em Eskridge.